# Episodi di Danni Lowinski (serie televisiva 2010) (prima stagione)
La prima stagione della serie televisiva Danni Lowinski è stata trasmessa in anteprima in Germania da Sat.1 tra il 12 aprile 2010 e il 2 agosto 2010.
| nº | Titolo originale    | Titolo italiano | Prima TV Germania | Prima TV Italia |
| -- | ------------------- | --------------- | ----------------- | --------------- |
| 1  | Neues Leben         | inedito         | 12 aprile 2010    | inedito         |
| 2  | Kein Heim           | inedito         | 19 aprile 2010    | inedito         |
| 3  | Klassenkampf        | inedito         | 26 aprile 2010    | inedito         |
| 4  | Eine sichere Bank   | inedito         | 3 maggio 2010     | inedito         |
| 5  | Schön für einen Tag | inedito         | 10 maggio 2010    | inedito         |
| 6  | Klotz am Bein       | inedito         | 17 maggio 2010    | inedito         |
| 7  | Arm dran            | inedito         | 31 maggio 2010    | inedito         |
| 8  | Alles auf Schwarz   | inedito         | 7 giugno 2010     | inedito         |
| 9  | Selbstbestimmung    | inedito         | 5 luglio 2010     | inedito         |
| 10 | Nebenwirkungen      | inedito         | 12 luglio 2010    | inedito         |
| 11 | Teenagerliebe       | inedito         | 19 luglio 2010    | inedito         |
| 12 | Hundeleben          | inedito         | 26 luglio 2010    | inedito         |
| 13 | Vollgas             | inedito         | 2 agosto 2010     | inedito         |